# Anginon
Genre
Anginon est un genre de plantes à fleurs de la famille des Apiaceae, comprenant douze espèces de plantes ligneuses réparties en Namibie et en Afrique du Sud (Province du Cap).

## Systématique
Le genre est décrit en 1840 par le botaniste américain Constantin Rafinesque dans son ouvrage Good Book. Anginon rugosum est l'espèce type. Une révision taxinomique du genre en 1977 a fixé le nombre d'espèces à douze, avec la description de cinq nouvelles espèces : A. ternatum, A. fruticosum, A. pumilum, A. tenuior et A. intermedium. Le genre est classé dans la sous-famille des Apioideae, tribu des Heteromorpheae.
Les trois genres suivants sont fusionnés dans Anginon et sont donc synonymes :
- Lepiselinum C.Presl
- Lepisma E.Mey.
- Rhyticarpus Sond.

## Liste des espèces
Selon Plants of the World online (POWO) (16 juin 2022) :
- Anginon difforme (L.) B.L.Burtt
- Anginon fruticosum I.Allison & B.-E.van Wyk
- Anginon intermedium I.Allison & B.-E.van Wyk
- Anginon jaarsveldii B.L.Burtt
- Anginon paniculatum (Thunb.) B.L.Burtt
- Anginon pumilum I.Allison & B.-E.van Wyk
- Anginon rugosum (Thunb.) Raf.
- Anginon streyi (Merxm.) I.Allison & B.-E.van Wyk
- Anginon swellendamense (Eckl. & Zeyh.) B.L.Burtt
- Anginon tenuius I.Allison & B.-E.van Wyk
- Anginon ternatum I.Allison & B.-E.van Wyk
- Anginon verticillatum (Sond.) B.L.Burtt